# Бланке, Жозеф Сильвестр
Жозеф Сильвестр Бланке (фр. Joseph Sylvestre Blanquet; 1760—1813) — французский военный деятель, полковник (1809 год), участник революционных и наполеоновских войн.

## Биография
Родился в семье торговца Пьера Бланке (фр. Pierre Blanquet; 1724—) и его супруги Франсуазы Малле (фр. Francoise Mallet; ок.1722-). Начал службу в 1792 году лейтенантом в национальной гвардии Марвежоля. 28 июля 1793 года произведён в капитаны одного из 20 эскадронов, созданных по указу Национального конвента. Участвовал в экспедиции, отправленной в Вандею против Шаррье. 30 сентября 1793 года был переведён в 4-й эскадрон. 20 марта 1794 года стал командиром данного эскадрона. 6 июня 1794 года назначен комиссаром генерального депо гусар Рейнской армии. С 22 сентября 1797 года служил адъютантом генерала Шатонёф-Рандона. 9 ноября 1798 года был зачислен в 25-й кавалерийский полк. В мае 1801 года стал адъютантом генерала Лафона, а 19 июня 1802 года – генерала Морло. 28 марта 1805 года в Муши-ле-Шателе женился на Марие Жюб (фр. Marie Francoise Felicité Jube; 1784—), от которой имел трёх детей. 27 сентября 1805 года назначен первым адъютантом маршала Келлермана. 29 июня 1806 года зачислен в штаб Итальянской армии. 8 января 1807 года был назначен начальником штаба дивизии Клозеля. С 1 декабря 1808 года он работал в штабе губернаторства Венеции. 15 февраля 1809 года назначен начальником штаба дивизии генерала Гренье. Участвовал в сражении при Сачиле 16 апреля. 25 апреля перешёл в той же должности в дивизию Бруссье. Принимал активное участие в кампании 1809 года. Отличился 8 мая в сражении при Пьяве, где его лошадь была ранена пулей, и в ночь с 24 на 25 июня в сражении при Кальсдорфе. 26 июня под Грацем, где его лошадь была убита пушечным ядром. 6 июля при Ваграме, спешившись в третий раз, он взял винтовку и вступил в ряды, чтобы сражаться. 29 сентября 1809 года был произведён в полковники штаба. Участвовал в кампании в Тироле, и 30 ноября под ним была ранена пулей лошадь. Он оставался в Италии в 1810 и 1811 годах. Участвовал в кампании 1812 года в России в составе 14-й пехотной дивизии Бруссье. При отступлении французов ему удалось по дойти до Глогау в Силезии, где он умер от усталости в ночь с 25 на 26 января 1813 года. 9 октября 1813 года Наполеон даровал старшему сыну полковника титул барона.

## Воинские звания
- Лейтенант (1792 год);
- Капитан (28 июля 1793 года);
- Командир эскадрона (20 марта 1794 года);
- Полковник штаба (29 сентября 1809 года).

## Награды
Легионер ордена Почётного легиона (14 июня 1804 года)